# Luis López de la Torre-Ayllón
Luis López de la Torre-Ayllón y Kirsmacker (Hamburgo, 3 de febrero de 1799-Madrid, 2 de diciembre de 1876) fue un diplomático y político español.

## Biografía
De padre español y madre alemana, inició en 1817 la carrera diplomática, a la que también pertenecía su padre, como traductor de la legación de España en Suiza. En 1823 pasó a ocupar la secretaría de dicha legación. Pasó luego por las legaciones de Turín, Viena, Nápoles y Berlín hasta llegar en 1833 a ocupar la secretaría de la embajada española en París. Ministro plenipotenciario posteriormente en Berna, Lisboa y Viena a la vez que ocupaba algunos cargos en la secretaría de Estado y escaño de senador vitalicio de 1851 a 1868. En 1868, al estallar la revolución de septiembre, acababa de ser nombrado embajador español ante la Santa Sede por la reina Isabel II, cargo que no llegó a ocupar y, en su lugar, se retiró a Suiza primero y a Madrid finalmente, donde falleció.